# Wspólnota administracyjna Dornburg-Camburg
Wspólnota administracyjna Dornburg-Camburg (niem. Verwaltungsgemeinschaft Dornburg-Camburg) – wspólnota administracyjna w Niemczech, w kraju związkowym Turyngia, w powiecie Saale-Holzland. Siedziba wspólnoty znajduje się w mieście Dornburg-Camburg.
Wspólnota administracyjna zrzesza trzynaście gmin, w tym jedną gminę miejską (Stadt) oraz dwanaście gmin wiejskich: 
1. Dornburg-Camburg
2. Frauenprießnitz
3. Golmsdorf
4. Großlöbichau
5. Hainichen
6. Jenalöbnitz
7. Lehesten
8. Löberschütz
9. Neuengönna
10. Tautenburg
11. Thierschneck
12. Wichmar
13. Zimmern